# بازی منصفانه (فیلم ۱۹۸۸)
بازی جوانمردانه (به ایتالیایی: Mamba) یک فیلم ترسناک و مهیج ایتالیایی محصول سال ۱۹۸۸ میلادی به کارگردانی و نویسندگی ماریو اورفینی است.

## خلاصه داستان
ژن پس از رها شدن توسط دوست دخترش اوا، که از رفتار منفی و جنسیتی بی‌امان او خسته شده بود تصمیم می‌گیرد با کشتن او با یک مامبا (مار سمی) انتقام بگیرد.

## بازیگران
- ترودی استایلر در نقش اوا
- گرگ هنری در نقش ژن
- بیل مسلی در نقش فرانک

## تولید
بودجه این فیلم ۴٫۶ میلیون دلار بود. طراحی صحنه توسط فردیناندو اسکارفیوتی انجام شده‌است در حالی که طراحی لباس توسط میلنا کانونرو انجام شده‌است. این فیلم در لس آنجلس، چینه‌چیتا و بیابان موهاوی فیلمبرداری شده‌است. برای تهیه صحنه مثل حرکات مامبا، اورفینی از تکنیک استدی‌کم استفاده کرد.

## باکس آفیس
این فیلم در گیشه ایتالیا ناکام شد و تنها ۵۳۹٬۵۲۱٬۰۰۰ لیره درآمد داشت. در ۳۶ کشور خارجی نیز توزیع شد.